# Rocket S-13
S-13 là một loại rocket của Không quân Liên Xô. S-13 có cỡ 122 mm. Hiện nay nó vẫn được dùng trong Không quân Nga.
S-13 được phát triển vào những năm 1970 do yêu cầu cần một loại vũ khí có khả năng xuyên cao, tạo ra các hố trên đường ray, khả năng xuyên vào các mục tiêu có độ vững chắc hay các boongke, các công sự bê tông ngầm. 

## Các thông số dàn phóng
| Kiểu dàn phóng | Chiều dài | Đường kính | Khối lượng không tải | Số lượng rốc két | Chú thích |
| -------------- | --------- | ---------- | -------------------- | ---------------- | --------- |
| B-13L          | 3.56 m    | 0.410 m    | 160 kg               | 5                |           |
| B-13L1         | 3.06 m    | 0.410 m    | 140 kg               | 5                |           |

## Các thông số của rốc két
| Kiểu rốc két | Loại                   | Chiều dài tổng cộng | Khối lượng phóng | Khối lượng đầu đạn                             | Chú thích |
| ------------ | ---------------------- | ------------------- | ---------------- | ---------------------------------------------- | --- |
| S-13         | Xuyên                  | 2.54 m              | 57 kg            | 21 kg (1.82 kg thuốc nổ)                       | Tốc độ 650 m/s |
| S-13B        | Xuyên                  | 2.63 m              | 60 kg            | 23 kg (1.92 kg thuốc nổ)                       | Xuyên được 3m với nền đất hay 1 m bê tông.                                                                                         |
| S-13T        | Xuyên lõm (HEAT)       | 2.99 m              | 75 kg            | 21 kg hay 16.3 kg (1.8 kg hay 2.7 kg thuốc nổ) | Xuyên được 3m với nền đất hay 1 m bê tông. Trên các đường băng nó tạo ra một vùng phá hủy rộng khoảng 20 m². Tốc độ 500 m/s        |
| S-13OF       | APAM/FRAG (sát thương) | 2.97 m              | 69 kg            | 33 kg (7 kg thuốc nổ)                          | Tạo ra 450 mảnh văng có khối lượng từ 23 đến 35 g, có khả năng xuyên vào các xe bọc thép nhẹ (mỏng) như APC và IFV. Tốc độ 530 m/s |
| S-13D        | FAE                    | 3.12 m              | 68 kg            | 32 kg (14.2 kg chất cháy)                      | Tốc độ 530 m/s |
| S-13DF       | FAE                    | 3.12 m              | 68 kg            | 32 kg (14.6 kg chất cháyl)                     | Tốc độ 530 m/s |